# 福井丸
福井丸（ふくいまる）は右近権左衛門所有の鉄製貨客船。

## 船歴
前身はイギリスのサンダーランド造船所で1882年に建造されたアダム・ブラザース社（後にアダム・スティーム・シップ社と改名）の「アバーゲルディ (Abergeldie)」で、1894年に右近権左衛門が購入した。「福井丸」は主に日本海航路で運航された。
日露戦争では海軍に徴用される。
1904年3月、「福井丸」は第二回旅順口閉塞作戦に投入された。「福井丸」の指揮官は広瀬武夫少佐であった。作戦時、港口近くで投錨した「福井丸」内で爆薬を起爆して自沈させようとしていたところ、「福井丸」はロシア駆逐艦「シーリヌイ」の雷撃を受けて被雷し沈没した。「福井丸」の隊員は駆逐艦「霞」に収容された。「福井丸」では18名中、広瀬以下4名が戦死した。
戦後「福井丸」は引き揚げられ、1907年に解体された。
海上自衛隊舞鶴地方総監部の海軍記念館には「福井丸」の木材を使った額縁がある。絵には「福井丸」から脱出する閉塞隊員が描かれ、額縁には沈没していたときのカキ殻が付いている。